# マインツ中央駅
マインツ中央駅（マインツちゅうおうえき、ドイツ語: Mainz Hauptbahnhof）はドイツ・ラインラント＝プファルツ州の州都マインツにある駅である。

## 歴史

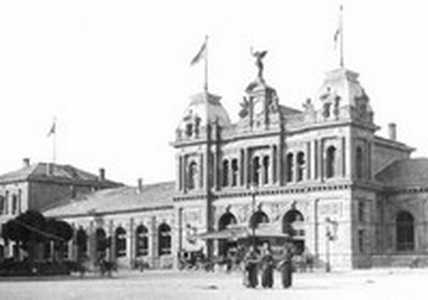
Berdellé's station

現在の駅は普仏戦争後の都市の拡大に伴い、1882年から1884年にかけて建てられた。
1840年4月13日にライン・マイン川の対岸のフランクフルトとヴィースバーデン間にタウヌス鉄道が開通し、旅客がマインツから減少した。その一方で、マインツはヘッセン大公国の最大の都市であり、鉄道網の開発にとっては魅力的な地であった。1845年にマインツとルートヴィヒスハーフェン・アム・ラインをつなぐ路線の許可をヘッセンルートヴィッヒ鉄道が得て、1847年から建設が始まった。1848年革命の影響により路線の完成は1853年3月23日に遅れた。オリジナルの駅は要塞(現在の博物館)の城壁とライン川に隣接した土地に築かれ1853年8月にオープンした。
1858年にはヘッセンルートヴィッヒ鉄道がダルムシュタットを経てアシャッフェンブルクに至る路線を開設したが、ライン川をまたぐ橋が構築されず、ライン川右岸のルートとなった。旅客は船でライン川を横断しなければならなかった。そのため、1860年に鉄道橋の建設を開始し、1862年12月20日にローマ時代以来初めてのマインツでライン川をまたぐ橋が使用開始された。
1859年10月17日にマインツとビンゲン間の路線が完成し、1871年にはマインツとアルツァイ間がゴンゼンハイムを経由した路線で開通した。
19世紀にマインツはダルムシュタット、ルートヴィヒスハーフェン、アシャッフェンブルク、ビンゲン、フランクフルトの結節点として発展し、乗客は着実に増加した。しかし、このターミナル駅は要塞や城壁、ライン川にはさまれた場所であったため、鉄道関連施設を拡充するエリアが制限されていた。1858年にはすでにマインツの新聞にて駅の移転が報じられている。
川岸の構成と町の発展、拡張および鉄道の開発は許容可能な結果を生み出すために、協調性の高い計画を必要とした。1873年に、建築家のチーフのエドゥアルド・クレイスィッヒが町の西側へ駅を移設することを提案した。この提案では、駅の場所へ至る線路をひくためには都市の西側へ大きなカーブを建設しなければならなかった。さらに、要塞の下にトンネルを掘らなければならなかった。
マインツの建築家、フィリップ・ヨハン・ベルデールが砂岩を用いて、バロックと新古典主義の要素をもつネオルネッサンス建築 の駅を建築した。1884年10月15日に駅は盛大にオープンした。

## 利用状況
ICE等の長距離列車やローカル列車、Sバーンなどの列車と1日当たり60,000人の旅客を扱っている。
また、駅はマインツのトラムネットワークや都市、地域間のバス輸送の重要な結節点である。

## 路線
ドイツ鉄道

### 遠距離路線
| 系統         | 経路 |
| ------------ | --- |
| ICE 20       | (キール –) ハンブルク – ハノーファー – ゲッティンゲン – フランクフルト・アム・マイン (– ヴィースバーデン – マインツ –) マンハイム – カールスルーエ – フライブルク・イム・ブライスガウ – バーゼル SBB (– チューリッヒ – インターラーケン) |
| ICE 31 IC 31 | (キール –) ハンブルク – ブレーメン – オスナブリュック – ミュンスター – ドルトムント – エッセン – デュースブルク – デュッセルドルフ – ケルン – ボン – コブレンツ – マインツ – フランクフルト・アム・マイン– マンハイム – カールスルーエ – フライブルク・イム・ブライスガウ – バーゼル SBB or ヴュルツブルク – ニュルンベルク – レーゲンスブルク – パッサウ (– リンツ – ウィーン中央駅 – ウィーン国際空港) |
| ICE 45       | ケルン – ケルン/ボン空港 – モンタバウアー – リンブルク南 – ヴィースバーデン – マインツ |
| ICE 50 IC 50 | ドレスデン – ライプツィヒ – エアフルト – フルダ – フランクフルト中央 / フランクフルト南 – フランクフルト空港 – マインツ – ヴィースバーデン |
| ICE 91       | (ドルトムント – エッセン – デュッセルドルフ or ハーゲン – ヴッパータール – ケルン – ボン – コブレンツ – マインツ –) フランクフルト・アム・マイン– ヴュルツブルク – ニュルンベルク – レーゲンスブルク – パッサウ – リンツ – ウィーン中央駅 – ウィーン国際空港 |
| IC 30        | ハンブルク – ブレーメン – ミュンスター – ドルトムント – エッセン – デュースブルク – デュッセルドルフ – ケルン – ボン – コブレンツ – マインツ – マンハイム – ハイデルベルク– シュトゥットガルト |
| IC 32        | ドルトムント – エッセン – デュースブルク – デュッセルドルフ – ケルン – ボン – コブレンツ – マインツ – マンハイム – ハイデルベルク– シュトゥットガルト(– テュービンゲン) |
| IC 35        | ノルトダイヒ – ミュンスター – ゲルゼンキルヒェン – デュースブルク – デュッセルドルフ – ケルン – ボン – コブレンツ – マインツ – マンハイム – シュトゥットガルト or カールスルーエ – オッフェンブルク – コンスタンツ |
| IC 55        | ライプツィヒ – ハレ (ザーレ) – マクデブルク – ブラウンシュヴァイク – ハノーファー – ビーレフェルト – ハム – ドルトムント – ハーゲン – ヴッパータール – ゾーリンゲン – ケルン – マインツ – マンハイム – ハイデルベルク – シュトゥットガルト (– ウルム – ケンプテン (アルゴイ) – オーベルストドルフ) |

### 近距離路線
| 系統    | 経路 | 事業者                        | 使用車両                             |
| ------- | --- | ----------------------------- | ------------------------------------ |
| S 6     | マインツ – ヴォルムス – フランケンタール (プファルツ) – ルートヴィヒスハーフェン・アム・ライン中央駅 – マンハイム – マンハイム・フリードリヒスフェルド                                                                                       | DBレギオ南西                  | 425                                  |
|         | ヴィースバーデン – マインツ – リュッセルスハイム – フランクフルト空港 – フランクフルト・アム・マイン – オッフェンバッハ東 (– ハーナウ) | DBレギオヘッセン              | 430                                  |
| RB 31   | マインツ – マインツ ワゴンファブリック – マインツ-ゴンゼンハイム – マインツ マリーエンボルン – クライン＝ヴィンターンハイム – オーバ＝オルム – ニーダー＝オルム – ザウルハイム – ヴォールシュタット – アルムスハイム – アルビヒ – アルツァイ | vlexx                         | 620, 622                             |
| MRB 32  | コブレンツ – ボッパルト – オーバーヴェセル – ビンゲン・アム・ライン – インゲルハイム・アム・ライン – マインツ | Trans regio                   | 460                                  |
| RB 33   | テュルキスミューレ – イダー＝オーバーシュタイン – バート・クロイツナハ – マインツ | vlexx                         | 620, 622                             |
| RB 75   | ヴィースバーデン – マインツ – グロース＝ゲーラウ – ダルムシュタット – ディーブルク – アシャッフェンブルク | DBレギオヘッセン              | 143 + 3 Dostos (HVZ: 143 + 2 Dostos) |
| RE 2/80 | コブレンツ – ボッパルト – ビンゲン・アム・ライン – マインツ – フランクフルト空港 – フランクフルト・アム・マイン | DBレギオズードヴェスト/ vlexx | 429                                  |
| RE 3/80 | ザールブリュッケン – テュルキスミューレ – イダー＝オーバーシュタイン – バート・クロイツナハ– マインツ – フランクフルト空港 – フランクフルト・アム・マイン                                                                                    | vlexx                         | 620, 622                             |
| RE 13   | マインツ – ニーダー＝オルム– ザウルハイム – ヴォールシュタット – アルムスハイム–アルツァイ | vlexx                         | 620, 622                             |
| RE 4    | マインツ – ヴォルムス – フランケンタール (プファルツ) – ルートヴィヒスハーフェン・アム・ライン中央駅– ゲルマースハイム –カールスルーエ | DBレギオズードヴェスト        | 429                                  |
| RE 14   | マインツ – ヴォルムス – フランケンタール (プファルツ) – ルートヴィヒスハーフェン・アム・ライン ミッテ – マンハイム | DBレギオズードヴェスト        | 429                                  |